# Coupe des nations de rink hockey 2015
Navigation
Coupe des nations 2013 Coupe des nations 2017
La Coupe des nations de rink hockey 2015 est la 66e édition de la compétition. La coupe se déroule du 1er au 5 avril 2015, à Montreux.

## Déroulement
La compétition est divisée en deux phases.
La phase de qualification dure les trois premiers jours du tournoi. Durant cette phase, les 8 équipes sont réparties dans deux groupes. Dans chaque groupe, chaque équipe se rencontre une fois, afin d'établir un classement par groupe. Les deux premières équipes de chaque groupe sont qualifiés pour les demi-finales. Les deux équipes les moins bien placées s'affrontent dans un tournoi pour établir le classement final.
La phase finale s'étale sur les deux derniers jours. La première équipe de chaque groupe rencontre, lors d'une demi-finale, la seconde équipe de l'autre groupe. Les équipes vainqueurs de leur demi-finale s'affrontent en finale. Les équipes perdant la demi-finale jouent un match pour la troisième place. L'équipe classée troisième du groupe rencontre, lors d'un match de classement, le quatrième de l'autre groupe. Les équipes qui sortent vainqueurs de ce matchs de classement s'affrontent le dernier jour pour la 5e place; les équipes perdantes jouent un match pour la 7e place.

## Participants
| Groupe A  |
| --------- |
| Allemagne |
| Espagne   |
| Portugal  |
| Suisse    |

| Groupe B    |
| ----------- |
| Angola      |
| France      |
| Italie      |
| Montreux HC |

## Phase de poule

### Classement

#### Groupe A
| Rang | Équipe    | Pts | J | G | N | P | Bp | Bc | Diff |
| ---- | --------- | --- | - | - | - | - | -- | -- | ---- |
| 1    | Espagne   | 9   | 3 | 3 | 0 | 0 | 12 | 4  | +8   |
| 2    | Portugal  | 6   | 3 | 2 | 0 | 1 | 13 | 2  | +11  |
| 3    | Allemagne | 3   | 3 | 1 | 0 | 2 | 4  | 9  | -5   |
| 4    | Suisse    | 0   | 3 | 0 | 0 | 3 | 2  | 16 | -14  |

#### Groupe B
| Rang | Équipe      | Pts | J | G | N | P | Bp | Bc | Diff |
| ---- | ----------- | --- | - | - | - | - | -- | -- | ---- |
| 1    | Angola      | 9   | 3 | 3 | 0 | 0 | 11 | 5  | +6   |
| 2    | Italie      | 6   | 3 | 2 | 0 | 1 | 11 | 10 | +1   |
| 3    | France      | 3   | 3 | 1 | 0 | 2 | 8  | 12 | -4   |
| 4    | Montreux HC | 0   | 3 | 0 | 0 | 3 | 6  | 9  | -3   |

## Phase Finale
|  | Demi-finales | Demi-finales |          |   | Finale | Finale |
|  | Demi-finales | Demi-finales |          |   | Finale | Finale |
|  |              |              |          |   |        |        |
|  |              |              |          |   |        |        |
|  |              |              |          |   |        |        |
|  | Portugal     | 3            |          |   |        |        |
|  | Portugal     | 3            |          |   |        |        |
|  | Angola       | 2            |          |   |        |        |
|  | Angola       | 2            | Portugal | 3 |        |        |
|  |              |              | Portugal | 3 |        |        |
|  |              | Espagne      | 2        |   |        |        |
|  | Espagne      | Espagne      | 2        | 2 |        |        |
|  | Espagne      |              |          | 2 |        |        |
|  | Italie       | 1            |          |   |        |        |
|  | Italie       | 1            | 3e place |   |        |        |
|  |              |              |          |   |        |        |
|  |              |              |          |   |        |        |
|  |              |              |          |   |        |        |
|  | Angola       | 2            |          |   |        |        |
|  | Angola       | 2            |          |   |        |        |
|  | Italie       | 3            |          |   |        |        |
|  | Italie       | 3            |          |   |        |        |

## Matchs de classement
|  | Match de classement | Match de classement |                        |   | Match pour la 5e place | Match pour la 5e place |
|  | Match de classement | Match de classement |                        |   | Match pour la 5e place | Match pour la 5e place |
|  |                     |                     |                        |   |                        |                        |
|  | 4 avril 2015        | 4 avril 2015        |                        |   | 5 avril 2015           | 5 avril 2015           |
|  | 4 avril 2015        | 4 avril 2015        |                        |   | 5 avril 2015           | 5 avril 2015           |
|  | Allemagne           | 4                   |                        |   | 5 avril 2015           | 5 avril 2015           |
|  | Allemagne           | 4                   |                        |   | 5 avril 2015           | 5 avril 2015           |
|  | Montreux HC         | 3                   |                        |   | 5 avril 2015           | 5 avril 2015           |
|  | Montreux HC         | 3                   | Allemagne              | 1 |                        |                        |
|  | 4 avril 2015        |                     | Allemagne              | 1 |                        |                        |
|  |                     | France              | 0                      |   |                        |                        |
|  | France              | France              | 0                      | 5 |                        |                        |
|  | France              |                     |                        | 5 |                        |                        |
|  | Suisse              | 1                   |                        |   |                        |                        |
|  | Suisse              | 1                   | Match pour la 7e place |   |                        |                        |
|  |                     |                     |                        |   |                        |                        |
|  | 5 avril 2015        |                     |                        |   |                        |                        |
|  |                     |                     |                        |   |                        |                        |
|  | Montreux HC         | 2                   |                        |   |                        |                        |
|  | Montreux HC         | 2                   |                        |   |                        |                        |
|  | Suisse              | 3                   |                        |   |                        |                        |
|  | Suisse              | 3                   |                        |   |                        |                        |

## Classement final
| Pl. | Équipe      |
| --- | ----------- |
| 1   | Portugal    |
| 2   | Espagne     |
| 3   | Italie      |
| 4   | Angola      |
| 5   | Allemagne   |
| 6   | France      |
| 7   | Suisse      |
| 8   | Montreux HC |

## Classement des buteurs
| Pl. | Nom                | Équipe  | Buts |
| --- | ------------------ | ------- | ---- |
| 1   | Carlo Di Benedetto | France  | 8    |
| 2   | João Vieira        | Angola  | 6    |
| -   | Antonio Pérez      | Espagne | 6    |